# Washington Hospital Center
Le centre hospitalier Washington ou MedStar Washington Hospital Center est un hôpital privé de Washington. Membre de MedStar Health (en), il dispose de 926 lits. Il sert d'hôpital d'enseignement pour l'école de médecine de l'université de Georgetown. Il conserve numériquement les dossiers de ses patients. Il doit accueillir la population locale et les membres du Congrès des États-Unis en cas de problème médical en son sein.